# 威靈頓車站
威靈頓車站（英語：Wellington railway station）是紐西蘭首都威靈頓的一座火車站，也是紐西蘭乘客數最多的火車站。威靈頓的首條鐵路開通於1874年。現在的威靈頓火車站建築竣工於1937年，在完成當時是紐西蘭最大的建築。